# 弗里德曼峰
弗里德曼峰（英語：Friedmann Peak）是南極洲的山峰，位於奧次地，處於肯尼特山嶺中部，屬於達爾文山脈的一部分，海拔高度1,920米，以微生物學教授命名，現時由南極條約體系管理。